# Le Chastang
Le Chastang é uma comuna francesa na região administrativa da Nova Aquitânia, no departamento de Corrèze. Estende-se por uma área de 7,87 km². Em 2010 a comuna tinha 372 habitantes (densidade: 47,3 hab./km²).